# 奥什塔农村居民点
奥什塔农村居民点（俄语：Сельское поселение Оштинское）是俄罗斯联邦沃洛格达州维捷格拉区所属的一个农村居民点。其下辖有9个居民点，行政中心为奥什塔。据2015年统计，该农村居民点的人口为1243人。